# Второе фолио
Второе фолио (англ. Second Folio) — издание сочинений Шекспира 1632 года, повторявшее Первое фолио с изменениями.

## История
К 1630-м годам скончались трое издателей сочинений Шекспира — Уильям и Айзек Джаггерды и Эдвард Блаунт — составитель Первого фолио. В 1630 году Блаунт продал свои права на шекспировские пьесы Роберту Аллоту, который и стал инициатором издания Второго фолио. В нём приняли участие также Уильям Аспли и Джон Сметвик, и ещё два человека (Хокинс и Мейен), которые владели правами на некоторые хроники, трагедии и комедии. Печатником выступил Томас Котс; часть тиража выпущена с посвящениями каждому из владельцев авторских прав (например: «Отпечатано Томасом Котсом для Роберта Аллота»), эти надпечатки обозначали часть тиража, переданную владельцу прав для реализации. В колофоне помещены имена всех издателей. Чрезвычайно редкими являются экземпляры с надпечатками Сметвику и Хокинсу. Хотя все экземпляры датированы 1632 годом, в действительности книга печаталась ещё в 1641 году.
Второе фолио имелось в личных библиотеках королей Карла I и Карла II. Джон Пейн Кольер использовал для издания комментированных сочинений Шекспира именно Второе фолио.

## Текстология
По форме Второе фолио было перепечаткой издания 1623 года, прежним осталось число страниц (добавления заняли место пустых страниц). Самое его существенное отличие от предшествующего — посвятительное стихотворение англ. An Epitaph on the admirable Dramaticke Poet, W. Shakespeare, написанное Мильтоном, и обычно датируемое 1630 годом. Отец Мильтона был успешным книготорговцем и издателем, жившим поблизости от прихода св. Павла, где располагались типографии Блаунта и Котса; по-видимому, идея поместить в издание стихотворение сына принадлежала именно ему.
С точки зрения текстологии Второе фолио не является простым воспроизведением первого издания. Помимо сотен исправленных опечаток, М. Блэк и М. Шаабер насчитали 1679 редакторских исправлений, в том числе — 459 грамматических, 374 смысловых, 359 исправлений стихотворного метра, 130 изменений сюжета. Редакторы, по-видимому, не использовали шекспировские «Кварто», но были вполне компетентными; многие из внесённых изменений были признаны впоследствии и вошли в шекспировский канон. Поскольку в период изданий фолио происходило становление современного английского языка, редакторы активно правили архаичные формы на современные им, например «fift» и «sixt» на «fifth» и «sixth». В комедии «Бесплодные усилия любви» были исправлены латинские фразы и слова. Трагедия «Троил и Крессида» была снабжена нумерацией страниц и помещена в оглавление, но это последнее фактически являлось списком пьес, поскольку названия не сопровождались номерами страниц. Как и в первом фолио, в пагинации имеется пропуск в 100 позиций (текст идёт по порядку), но если в первом издании пропуск следует в «Гамлете» (за 156-й страницей идёт 257-я), во втором фолио он сделан в трагедии «Макбет».